# 연방공개시장위원회
연방공개시장위원회(聯邦公開市場委員會, Federal Open Market Committee, FOMC)는 12명으로 구성되는 연방준비제도(FRB) 산하의  위원회이다. 연 8회의 정례회의를 갖고, 미국 기준금리를 결정한다.

## 개요
FOMC는 미국 정부의 금융 정책을 결정하는 최고 의사결정 기관이다. 공개시장활동을 감독하여 국가통화정책의 중요한 도구로 사용된다. 미국의 중앙은행이라 할 수 있는 FRB(연방준비제도)의 이사 7명과 지역별 연방준비은행 총재 5명으로 구성되어 있다. 정기적으로 약 6주마다 연 8회 회의를 개최하며, 필요에 따라 수시로 개최되기도 한다.
성명은 FOMC 최종 개최일(동부 표준시 오후 2시 15분경)에 공표되며, 의사결정 요지는 정책 결정일(FOMC 최종 개최일)로부터 3주 후에 발표된다. 시장 관계자들에게는 회의 결과는 향후 미국 연방 정부의 금융 정책을 예상할 수 있는 단서가 된다.

## 위원
위원장은 FRB 의장, 부의장은 뉴욕 연방준비은행 총재가 맡는다. 위원장, 부위원장 이외의 위원은 FRB의 이사 전원과 (뉴욕을 제외한 11은행의) 연방준비은행 총재 중에서 선택된 4명이 임무를 맡는다. 현재 FRB 이사직에 2명의 공석이 있기 때문에 FOMC 위원직에도 2명의 공석이 생겼다. 또한 4개의 연방은행 총재위에 대해서는 1년마다 돌아가면서 선택하는 윤번제를 채택하고 있으며, 11개의 연방은행을 4개의 그룹으로 나누어 각 그룹에서 1명씩 선정하는 형식을 취하고 있다.
이 밖에 위원이 아닌 연방준비은행 총재 7명도 회의에 참석할 수 있지만 의결권은 갖지 못한다. 또한 연방은행 총재직은 정규 위원 이외에 ‘대리 위원’(Alternate Member)이 5명 선정된다. 이 위원들은 뉴욕 연방은행 총재를 대신하여 이 연준의 제1 부총재(First Vice President)가 매년 위원으로 들어가지만, 그 외의 4 그룹에서 1명씩 선정된다. 현재는 전년 대리 위원이 된 연방은행 총재가 다음 해의 위원이 되는 패턴이 계속되고 있다.

## 회의
법률에 의해, FOMC는 최소한 연 4차례 이상 워싱턴 D.C.에서 회의를 개최해야 한다. 1981년 이래로 매년 5~8주의 간격으로 정례회의가 개최되었다. 이러한 정례회의를 고려해야 할 상황이 필요하다면, 위원들은 특별 회의를 소집하거나, 전화 회의로 참여하거나, 또는 대리인을 통한 투표를 할 수도 있다.

## 기타
이와 유사한 기구로는 대한민국의 경우 한국은행 산하의 금융통화위원회를 들 수 있다.

## 같이 보기
- 연방 준비 제도
- 통화 정책